# Добриця (притока Друті)
Добриця — річка в Білорусі у Кіровському й Рогачовському районах Могильовської та Гомельської областей. Права притока річки Друті (басейн Дніпра).

## Опис
Довжина річки 35 км, похил річки 0,6 % , площа басейну водозбіру 4250 км² , середньорічний стік 1,2 м³/с . Формується притоками та безіменними струмками.

## Розташування
Бере початок за 2 км на північно-східній стороні від села Старе Заліцвінне. Тече переважно на південний схід і на північно-східній стороні від села Колоси впадає у річку Друть, праву притоку річки Дніпра.
Населені пункти вздовж берегової смуги: Осовник, Добротине, Толочков, Новосілка, Тихиничі.